# Acianthera modestissima
Acianthera modestissima är en orkidéart som först beskrevs av Heinrich Gustav Reichenbach och Johannes Eugen ius Bülow Warming, och fick sitt nu gällande namn av Alec M. Pridgeon och Mark W. Chase. Acianthera modestissima ingår i släktet Acianthera och familjen orkidéer. Inga underarter finns listade i Catalogue of Life.

## Bildgalleri

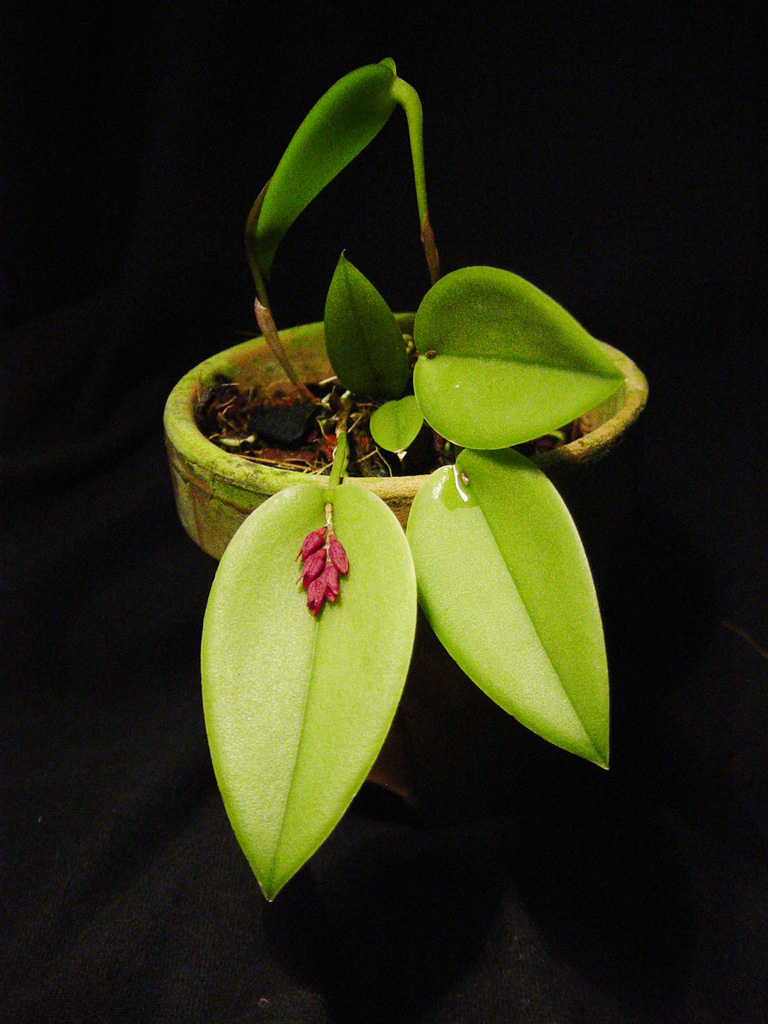